# Качалов, Александр Михайлович
Александр Михайлович Качалов — советский хозяйственный и политический деятель, лауреат Государственной премии СССР за выдающиеся достижения в труде.

## Биография
Родился в 1933 году в деревне Строина. Член КПСС.
- В 1952—1954 гг. — сталевар Ворошиловского металлургического завода.[1]
- В 1954—1958 гг. — военнослужащий Советской Армии, курсант полковой школы, командир орудия, помощник командира взвода 1215-го зап.[1]
- В 1958—1986 гг. — сталевар Коммунарского металлургического завода.[1]
- В 1986—2003 гг. — мастер производственного обучения сталеваров СПТУ № 8 города Алчевска.[1]

За существенное повышение металлургического производства на основе досрочного освоения производственных мощностей, внедрения новой техники и передовой технологии и инициативу в развитии соревнования за изыскание и более полное использование резервов на каждом рабочем месте был в составе коллектива удостоен Государственной премии СССР за выдающиеся достижения в труде 1977 года
Умер в Алчевске в 2016 году.

## Сочинения
- Качалов, Александр Михайлович. Сверхплановый металл [Текст] : [Рассказ сталевара Коммун. металлург. з-да]. — Киев : Технiка, 1979. — 19 с.; 20 см.

## Награды
- Орден Ленина[1]
- Орден Октябрьской Революции[1]
- Орден Трудового Красного Знамени[1]